# Братство мирян Святого Домініка
Третій орден Святого Домініка, який також називається Братством мирян святого Домініка або мирянами-домініканцями з 1972 року, є римо-католицьким орденом терціаріїв, пов'язаним з Орденом Домініканців (OP). Після імені миряни-помічники Домініканського ордену можуть використовувати латинське позначення OPs (Ordo Praedicatorum saecularis), пройшовши повний етап формації. Відоме також скорочення англійською T.O.S.D (The Third Order of Saint Dominic). 
Миряни-домініканці — це чоловіки та жінки, одинаки та пари, які живуть християнським життям з домініканською духовністю у світському світі. Вони знаходять натхнення, слідуючи тим самим духовним шляхом, яким йшли багато святих, благословенних та інших святих чоловіків і жінок протягом понад 800-річної історії Домініканського ордену.

## Духовність
Життя домініканського мирянина полягає в тому, щоби розділяти домініканську духовність — Laudare Benedicere Praedicare (Прославляти, благословляти, проповідувати) та Conplatia allias tradere (Споглядаючи передати плоди споглядання іншим). Йдеться про відданість одній громаді спільноті однодумців братів і сестер, які занурюються у Слово Боже. По всьому світу є провінції мирян-домініканців. В Україні вони представлені братствами у Києві, Фастові, Мукачево, Мурафі, Львові та Ужгороді.
Духовне життя мирян святого Домініка поєднується зі служінням Богові та ближньому в Церкві. Як члени Ордену, вони долучаються до його апостольської місії через навчання, молитву та проголошення Божого Слова у формах, які відповідають умовам життя світських людей. Це означає, що братства домініканців-мирян не живуть у монастирях, не мусять відмовлятися від майнових та інших зобов'язань, можуть укладати шлюб. Статус терціарія не створює для католика жодних преференцій, але накладає додаткові обов'язки, пов'язані з певними правами. Як нагадує статут, за прикладом святого Домініка, святої Катерини Сієнської й інших великих попередників, світські домініканці, яких зміцнює братерська спільнота, дають особливе свідчення віри, дослухаються до потреб людей свого часу та служать Істині. Кожен домініканець має бути здатний проповідувати Боже слово, у цьому служінні сповнюючи місію пророцтва, зроджену в Таїнстві Хрещення.

## Історія

### Походження
Генеза Третього ордену визначила його історичні завдання: це, по-перше, покаянні практики в намірах Ордену Проповідників і Церкви, а по-друге, боротьба з єресями. 1405 року Святий Престол канонічно визнав усталений об'єднаний Третій домініканський орден, який відтоді є публічно-правовим інститутом папського права під очільництвом спадкоємця святого Домініка — генерального магістра Ордену Проповідників. З 1987 року для домініканців-мирян діє оновлений статут, розроблений у межах загальноцерковної реформи канонічного права 1983 року.
Нині діяльність Братств мирян святого Домініка орієнтується на такі правові джерела:
- (а) загальноцерковні: Кодекс канонічного права (CIC–1983) — канони 298—320 (особливо щодо сучасного статусу Третього ордену див. кан. 303);
- (б) партикулярні загальноорденські — статут і генеральні декларації генерального магістра Ордену;
- (в) партикулярні локальні — директорії місцевих провінцій.

## Домініканці-миряни в Україні
Братства домініканців-мирян представлені українськими спільнотами, переважно розташованими поруч із домінікаськими монастирями.
У листопаді 2018 року під час капітули, що відбулась у Києві, було обрано Раду мирян святого Домініка в Україні. У капітулі взяли участь делегати з усіх братств. Настоятелькою домініканців-мирян обрали Галину Маруняк OPs із братства у Фастові. Термін повноважень Ради становить чотири роки.
1. м. Фастів (Київська обл.) — Братство святої Катерини Сієнської
2. м. Мукачево (Закарпатська обл.) — Братство Матері Божої Розарієвої
3. м. Київ — Браство святого Гіацинта
4. с. Мурафа (Вінницька обл.) — Братство Матері Божої Святого Розарію
5. м. Львів — спільнота перебуває на стадії формування
6. м. Ужгород (Закарпатська обл.) — Братство святої Маргарити Угорської.[1]
7. м. Хмельницький — спільнота перебуває на стадії формування